# 865
865(팔백육십오)는 864보다 크고 866보다 작은 자연수다.

## 수학
- 합성수로, 그 약수는 1, 5, 173, 865다. 진약수의 합은 179이므로, 865는 부족수다.
- 피타고라스 삼조의 빗변의 길이이다.
  - {\displaystyle 287^{2}+816^{2}=865^{2}}[a]
  - {\displaystyle 504^{2}+703^{2}=865^{2}}[b]
- {\displaystyle 865=9^{2}+28^{2}=17^{2}+24^{2}}
- {\displaystyle 93^{4}-1}은 865로 나누어떨어진다.

## 과학
- NGC 865: 삼각형자리 방향에 있는 나선은하.

## 교통

### 항공
- 가루다 인도네시아 항공 865편 이륙 사고 (1996년)

### 도로
- 주간고속도로 제865호선(영어판): 미국의 주간고속도로.

## 군사
- U-865(영어판, 독일어판): 제2차 세계 대전에 사용된 나치 독일의 군용 잠수함.

## 문화유산
- 대한민국의 보물 제865호: 민간 목활자 및 인쇄용구

## 기타
- 연도: 865년, 기원전 865년